# Lucas Pruzzo
Lucas Damián Pruzzo (Rosario del Tala, Provincia de Entre Ríos, Argentina; 4 de julio de 1994) es un futbolista argentino. Juega como lateral por izquierda y su primer equipo fue Unión de Santa Fe. Actualmente milita en Deportivo Madryn de la Primera Nacional.

## Trayectoria
Lucas Pruzzo se inició futbolísticamente en Atlético Tala, club de su ciudad natal, y en 2011 se sumó a las divisiones inferiores de Unión de Santa Fe.
En las categorías juveniles tatengues e incluso en Reserva fue dirigido por Juan Pablo Pumpido, quien fue el técnico que lo hizo debutar en Primera el 22 de abril de 2017: ese día, Pruzzo fue titular en la derrota de Unión 2-1 ante Vélez Sarsfield. Con apenas tres partidos jugados con la camiseta rojiblanca, a mitad de año rescindió su contrato con el club.
Ya con el pase en su poder, siguió su carrera en Brown de Puerto Madryn, Atlético Tala, Unión de Sunchales, Deportivo Armenio, Deportivo Madryn y Differdange 03 de Luxemburgo.

## Clubes
- Actualizado al 26 de julio de 2025

| Club                        | Div.                | Temporada           | Liga | Liga | Copa Nacional | Copa Nacional | Copa Internacional | Copa Internacional | Total | Total |
| Club                        | Div.                | Temporada           | PJ   | G    | PJ            | G             | PJ                 | G                  | PJ    | G     |
| --------------------------- | ------------------- | ------------------- | ---- | ---- | ------------- | ------------- | ------------------ | ------------------ | ----- | ----- |
| Unión Argentina             | 1.ª                 | 2016/17             | 2    | 0    | 1             | 0             | -                  | -                  | 3     | 0     |
| Unión Argentina             | Total               | Total               | 2    | 0    | 1             | 0             | -                  | -                  | 3     | 0     |
| Brown (PM) Argentina        | 2.ª                 | 2017/18             | 6    | 0    | 1             | 0             | -                  | -                  | 7     | 0     |
| Brown (PM) Argentina        | Total               | Total               | 6    | 0    | 1             | 0             | -                  | -                  | 7     | 0     |
| Unión (S) Argentina         | 3.ª                 | 2019/20             | 17   | 0    | 2             | 0             | -                  | -                  | 19    | 0     |
| Unión (S) Argentina         | Total               | Total               | 17   | 0    | 2             | 0             | -                  | -                  | 19    | 0     |
| Deportivo Armenio Argentina | 3.ª                 | 2020                | 5    | 0    | -             | -             | -                  | -                  | 5     | 0     |
| Deportivo Armenio Argentina | 3.ª                 | 2021                | 19   | 0    | -             | -             | -                  | -                  | 19    | 0     |
| Deportivo Armenio Argentina | Total               | Total               | 24   | 0    | -             | -             | -                  | -                  | 24    | 0     |
| Deportivo Madryn Argentina  | 2.ª                 | 2022                | 28   | 0    | 3             | 0             | -                  | -                  | 31    | 0     |
| Deportivo Madryn Argentina  | 2.ª                 | 2023                | 14   | 2    | -             | -             | -                  | -                  | 14    | 2     |
| Deportivo Madryn Argentina  | 2.ª                 | 2025                | 5    | 0    | 1             | 0             | -                  | -                  | 6     | 0     |
| Deportivo Madryn Argentina  | Total               | Total               | 47   | 2    | 4             | 0             | -                  | -                  | 51    | 2     |
| Differdange 03 Luxemburgo   | 1.ª                 | 2023/24             | 25   | 2    | -             | -             | 2                  | 0                  | 27    | 2     |
| Differdange 03 Luxemburgo   | 1.ª                 | 2024/25             | -    | -    | -             | -             | 1                  | 0                  | 1     | 0     |
| Differdange 03 Luxemburgo   | Total               | Total               | 25   | 2    | -             | -             | 3                  | 0                  | 28    | 2     |
| Total en su carrera         | Total en su carrera | Total en su carrera | 121  | 4    | 8             | 0             | 3                  | 0                  | 132   | 4     |

## Palmarés

### Campeonatos nacionales
| Título            | Club           | País       | Año  |
| ----------------- | -------------- | ---------- | ---- |
| División Nacional | Differdange 03 | Luxemburgo | 2024 |